# Fraternitas Rosicruciana Antiqua
A Fraternitas Rosicruciana Antiqua (FRA) egy Arnold Krumm-Heller német okkultista által alapított, magát rózsakeresztesnek meghatározó szervezet, mely jellemzően portugál- és spanyolajkú országokban működik.

## Működés
1932-ben alapították és 1933 óta Rio de Janeiroban, Brazíliában van a székhelye. A brazil FRA együttműködik az amerikai Fraternitas Rosae Crucis (FRC) szervezettel és az Ecclesia Gnostica(en) gnosztikus egyházzal, mely az FRA vallásos ágát képviseli.

## FRC
Az FRC 1949 óta az FRA testvér szervezete. Dr. Krumm-Heller a halála előtt egyesítette őket, hogy jobban meg tudják őrizni, illetve hatékonyabban tudják terjeszteni hagyományaikat. Jelenleg az FRA tagjai automatikusan hozzáférnek az FRC tanításaihoz, a sajátjukon felül.

## Gnosztikus Egyház
Az 1936-ban - szintén Brazíliában - alapított egyház az FRA-val azonos székhelyen és épületben működik. Deklarált célja, hogy Huiracocha mester tanításait terjesszék nem-tagok körében is. Szertartásaik keresztény-gnosztikus jelleget öltenek és részben a Pistis Sophián alapulnak.

## Lásd még
- FRA Brazília weboldala (portugál nyelven)
- FRA Venezuela weboldala (spanyol nyelven). [2018. augusztus 14-i dátummal az eredetiből archiválva]. (Hozzáférés: 2019. április 29.)
- FRA blog (portugál, spanyol, angol nyelven)

## Fordítás
Ez a szócikk részben vagy egészben  a   Fraternitas Rosicruciana Antiqua című portugál Wikipédia-szócikk fordításán alapul.  Az eredeti cikk szerkesztőit annak laptörténete sorolja fel. Ez a jelzés csupán a megfogalmazás eredetét és a szerzői jogokat jelzi, nem szolgál a cikkben szereplő információk forrásmegjelöléseként.